# Godfrey Isaacs
Godfrey C. Isaacs (1867-1925) est un industriel britannique, président de la société Compagnie Marconi, fondée en 1897 sous le nom de The Wireless Telegraph & Signal Company.

## Biographie
Godfrey C. Isaacs a fait des études dans les universités européennes puis est devenu le directeur général en janvier 1910 de la société fondée par Guglielmo Marconi, puis président au mois d'août suivant, alors qu'il n'avait pas d'expérience dans ce secteur industriel.
Après deux ans de difficultés financières, la Compagnie Marconi, rebaptisée "Marconi Wireless Telegraphy Company", verse son premier dividende dès septembre 1910 et procède à l'introduction en Bourse de plusieurs filiales susceptibles de profiter partout dans le monde des progrès de la TSF, dont les actions subissent de fortes fluctuations : la Spanish Marconi Company, la Marconi's Wireless Telegraph Company of Canada et la Marconi Wireless Telegraph Company of America (en). 
Avec son frère Rufus Isaacs, chef de la magistrature au gouvernement d'Herbert Asquith, il a été accusé de délit d'initié dans d'affaire dite du "Scandale Marconi", dans lequel sont aussi accusés d'autres responsables gouvernementaux et qui donnera lieu à une enquête du parlement en 1913.
Dès octobre 1910, Godfrey C. Isaacs forme une filiale appelée "The Marconi Press Agency" qui diffuse en 1911 le premier magazine distribué par la TSF, The Marconigraph, renommé ensuite The Wireless World en avril 1913. En 1916, il est à l'origine du projet d'offre publique d'achat sur Reuters au prix de 10 sterling, pour le compte de la Compagnie Marconi, qui se heurte au prix de 11 sterling l'action offert par une autre OPA, celle Mark F. Napier et Sir Roderick Jones. Il est décédé en avril 1925 à l'âge de 58 ans.